# حاجی‌آباد (آبیک)
حاجی‌آباد (آبیک)، روستایی از توابع بخش  طالقان شهرستان آبیک در استان قزوین ایران است.

## جمعیت
این روستا در دهستان کوهپایه شرقی قرار دارد و براساس سرشماری مرکز آمار ایران در سال ۱۳۸۵، جمعیت آن ۶۷ نفر (۲۹خانوار) بوده‌است.